# Sarah Fuller (Sportlerin)

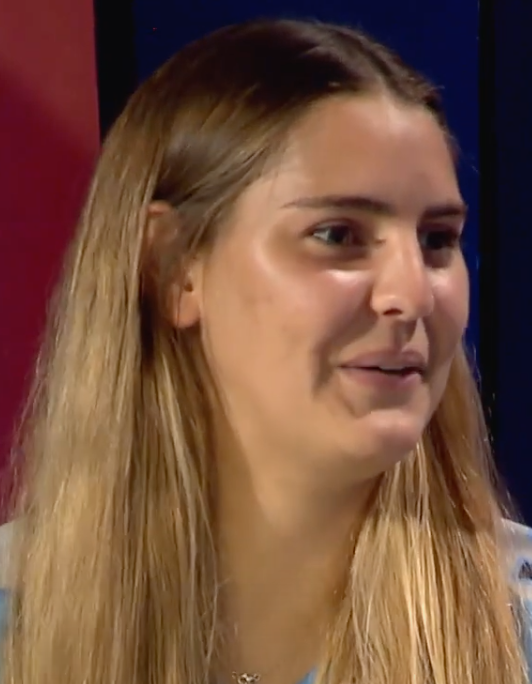
Sarah Fuller (2020)

Sarah Fuller (geboren am 20. Juni 1999) ist eine ehemalige US-amerikanische Fußball- und American-Football-Spielerin. Sie spielte zuletzt als Torhüterin für den Minnesota Aurora FC in der USL W League. Zuvor spielte Fuller für die Vanderbilt Commodores sowie die North Texas Mean Green und erlangte darüber hinaus mediale Bekanntheit als erste Frau, die in einem College-Football-Spiel der Power-Five-Conferences zum Einsatz kam.
Fuller besuchte die Highschool in Wylie, Texas. Seit 2018 spielt sie für das Frauenfußballteam der Vanderbilt University, die Commodores. Nach jeweils einem Einsatz in ihren Jahren als Sophomore und Junior spielte sie 2020 in neun Spielen von Beginn an und gewann mit Vanderbilt die Meisterschaft in der Southeastern Conference (SEC). Am 13. November gab die University of North Texas bekannt, dass Fuller für die Saison 2021 zu den North Texas Mean Green wechseln würde, da sie dort ihren Masterabschluss in Gesundheitsmanagement machen würde. Da mehrere Spieler des American-Football-Teams der Commodores für das Spiel gegen die University of Missouri am 28. November 2020 aufgrund von positiven Tests auf COVID-19 ausfielen, stand Fuller ersatzweise als Kicker im Kader des Footballteams. Im Spiel gegen die Missouri Tigers schoss Fuller den Kickoff zur zweiten Halbzeit, einen Squib Kick über 30 Yards. Da Vanderbilt mit der Offense nicht in die Nähe der gegnerischen Endzone kam, erhielt Fuller keine Gelegenheit zu einem Extrapunkt oder einem Field Goal. Die Commodores verloren das Spiel mit 0:41. Im Spiel gegen die University of Georgia am folgenden Spieltag sollte Fuller erneut eingesetzt werden, allerdings wurde das Spiel verschoben, da Vanderbilt wegen zu viele positiver Tests auf COVID-19 nicht ausreichend Spieler zur Verfügung hatte. Auch nach der Rückkehr der etatmäßigen Kicker blieb sie im Kader und erzielte am 12. Dezember 2020 als erste Frau in den fünf stärksten College-Ligen Punkte, indem sie zwei Points after Touchdown verwandelte.
Vor Fuller hatten mit Katie Hnida für die University of New Mexico und April Goss für die Kent State University zwei Frauen jeweils in einem Spiel der NCAA Division I Football Bowl Subdivision (FBS) mitgewirkt. Beide kamen jeweils als Kicker bei Extrapunkten zum Einsatz.
Im Januar 2021 trat Fuller bei der Amtseinführung von Joe Biden auf. In der Saison 2021 spielte Fuller in allen 17 Spielen von Beginn an für die North Texas Mean Green als Torhüterin. Im Februar 2022 nahm der Minnesota Aurora FC aus der neugegründeten USL W League Fuller unter Vertrag. Sie kam in 13 Spielen zum Einsatz und zog mit ihrem Team in das USL W Championship Game ein. Nach Saisonende gab Fuller am 3. Januar 2023 ihr Karriereende bekannt.